# Cubo gelatinoso

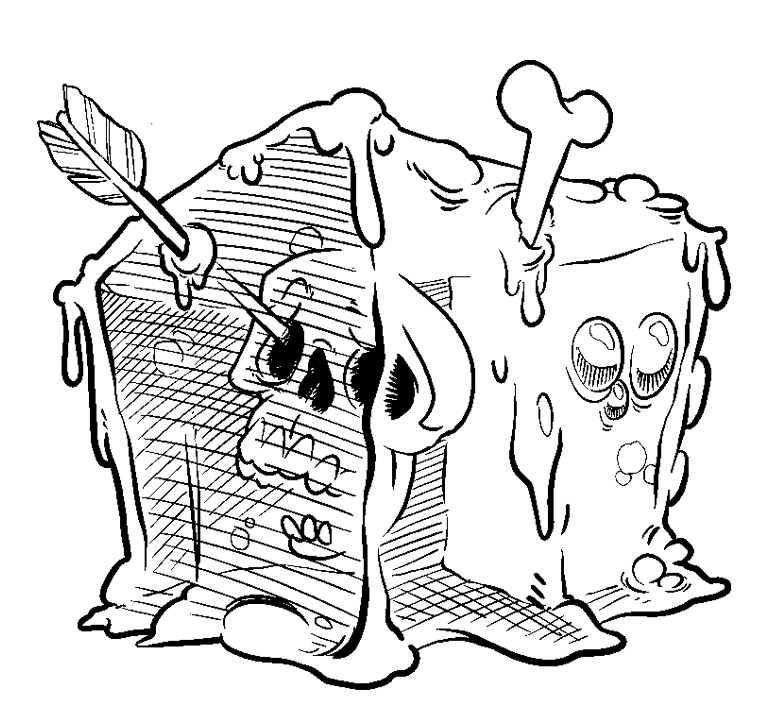
Illustrazione di un cubo gelatinoso

Il cubo gelatinoso (in inglese gelatinous cube) è uno dei mostri più iconici del gioco di ruolo fantasy Dungeons & Dragons. È una creatura di forma cubica interamente composta di gelatina acida, che assorbe e digerisce materiale organico.

## Creazione e sviluppo
A differenza di altri mostri tratti dalla mitologia e dal folclore, il cubo gelatinoso è stato creato appositamente per Dungeons & Dragons; le sue dimensioni combaciano perfettamente con quelle dei classici corridoi da 3×3 metri, assai comuni nei primi moduli del gioco di ruolo.
Il cubo gelatinoso fa la sua prima comparsa, seppur embrionale e senza statistiche, in Original Dungeons & Dragons (1974), per poi essere sviluppato nell'espansione Greyhawk (1975); è incluso nel Manuale dei Mostri e nel Dungeons & Dragons Basic Set sin dalle loro prime edizioni del 1977, e continua ad apparire in gran parte dei manuali pubblicati successivamente (tra questi, Monstrous Compendium Volume 1 1989, Dungeons and Dragons Rules Cyclopedia 1991, Monster Vault 2010). Ed Greenwood ne dà una descrizione approfondita in Dragon Magazine #124 dell'agosto 1987.
Al di fuori della manualistica, il cubo gelatinoso appare in vari videogiochi ispirati a D&D, nei film Onward - Oltre la magia (2020) e Dungeons & Dragons - L'onore dei ladri (2023) e nel gioco di carte collezionabili Magic: l'Adunanza.

## Descrizione
Nell'ecologia di Dungeons & Dragons, il cubo gelatinoso fa parte della categoria delle "melme" (oozes), ed è per l'appunto un grande essere fatto di gelatina acida, dalla forma cubica di circa tre metri per lato (che può modificare temporaneamente per adattarsi a spazi più stretti) e dal peso di 7 500 kg, quasi completamente trasparente. È privo di intelletto, ma dispone di sensi analoghi a quelli delle muffe che gli permettono di orientarsi, evitando le zone fredde e cercando quelle calde. Tipicamente, un cubo gelatinoso vaga nei cunicoli del sottosuolo assorbendo tutto ciò con cui entra in contatto: il materiale organico al suo interno (piante, rifiuti, cadaveri o creature viventi) viene gradualmente sciolto e quindi digerito, mentre il materiale inorganico non viene intaccato dall'acido e resta dentro al cubo fino a che questo non lo espelle. Fintanto che ha cibo a disposizione, un cubo gelatinoso non ha limiti di età; se invece rimane per oltre sei mesi senza alimentazione deperisce, iniziando a colare e infine disfacendosi in muco liquido. Naturalmente un cubo gelatinoso può essere distrutto, e in particolare è vulnerabile al fuoco.
Il metodo di riproduzione di un cubo varia a seconda della pubblicazione: in Dragon Magazine Greenwood scrive che ogni sei anni circa un cubo si divide come per mitosi in due cubi più piccoli, che in circa tre mesi raggiungeranno le dimensioni dell'originale; nei manuali della seconda edizione di D&D si afferma invece che i cubi generano escrescenze cubiche sulle propria superficie, per poi depositarle lungo il tragitto, le quali col tempo diventeranno altri cubi. Inoltre, se due cubi si incontrano possono fondersi in cubo più grande, restando uniti per circa una settimana prima di dividersi nuovamente.
Le creature senzienti riescono talvolta a catturare i cubi gelatinosi e usarli a proprio vantaggio, come spazzini (ad esempio, collocandoli in una grande buca con funzione di letamaio) e/o come trappole all'interno di qualche dungeon.